# Sidári
Sidári (grec moderne : Σιδάρι) est une localité située dans le dème de Corfou-Nord, dans le district régional de Corfou, dans la périphérie des Îles Ioniennes, en Grèce.
Selon le recensement de 2021, elle compte 506 habitants.
Le village est connu pour le Canal d'Amour (Κανάλι του 'Ερωτα), une formation géologique consécutive à l'érosion marine de falaises calcaires datant du Pliocène.

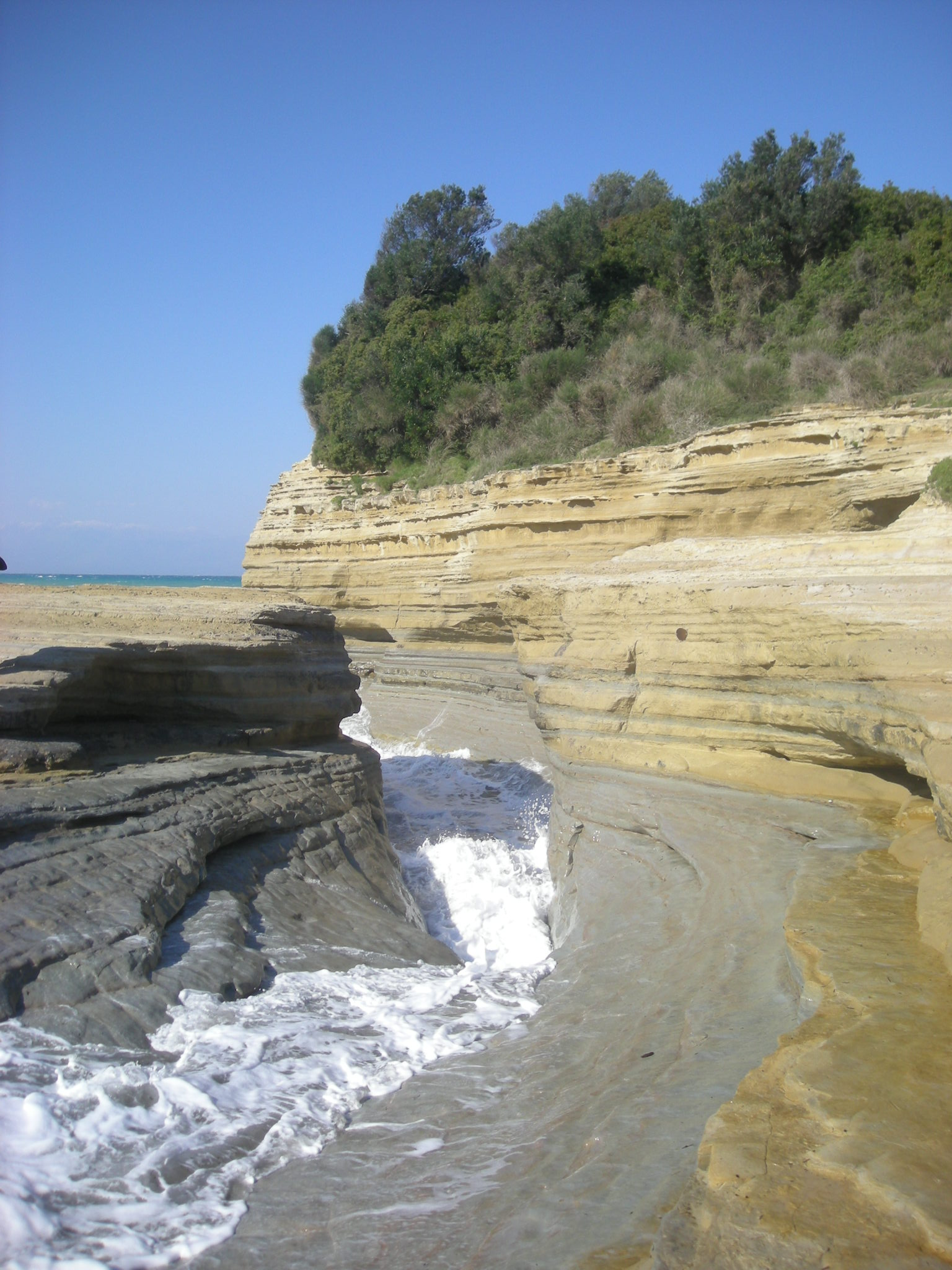
Le Canal d’Amour à Sidári.

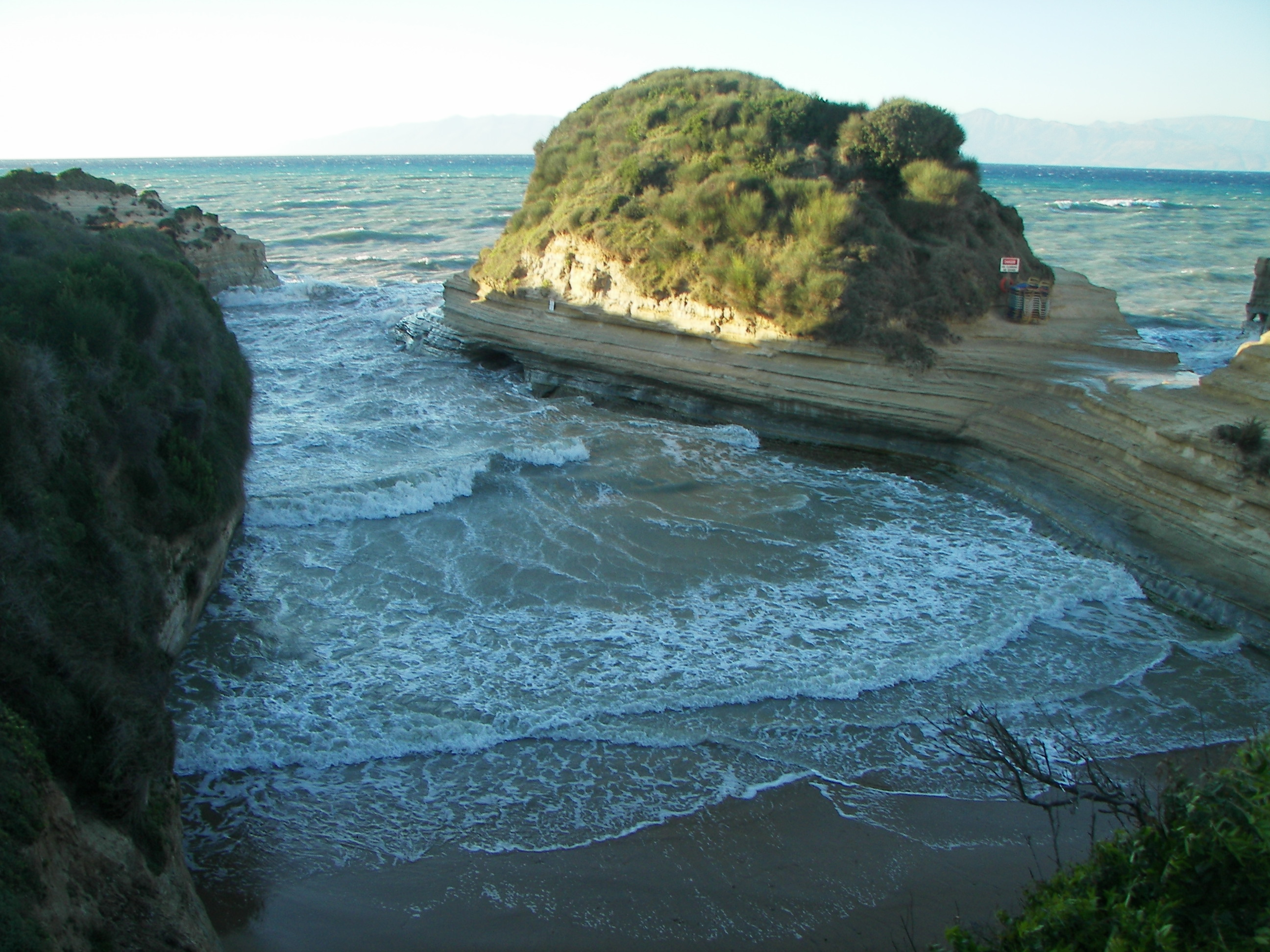
Le Canal d’Amour à Sidári.